# Йоан Карамихалев
Свещеноиконом Йоан Карамихалев (Янчо Михайлов) е духовник на Българската православна църква – Българска патриаршия, богослов, църковен писател, поет, белетрист и преводач.

## Биография
Роден в Бургас на 12 септември 1957 г. с рожденото име Янчо Михайлов Карамихалев. Завършва средно образование в родния си град, а висше в Духовна академия (сега Богословски факултет) в София. Специализирал е в Източно църковния институт и в университета в Регенсбург, Германия. Дългогодишен преподавател по Омилетика и Християнска етика, Агиология и Инославни вероизповедания в Софийската духовна семинария „Св. Йоан Рилски", както и хоноруван асистент в Богословския факултет на Софийския университет. Негови възпитаници са множество свещеници и монаси и настоящи архиереи на БПЦ.
Плод на преподавателската му дейност са издадените през 1993 година като учебно помагало за семинаристи и студенти по богословие курс от лекции по Християнска етика, излагащи систематично православното учение за нравствеността, моралните принципи и идеал на християнството. Издание, което за нуждите на богословските училища претърпява многократно допечатки, а през 2010 г. излиза второ преработено и допълнено издание, което включва и актуални теми като екология и различни проблеми на биоетиката в християнско осветление.
Дългогодишен свещеник в старинния храм „Св. София – Премъдрост Божия“ в гр. София. Негово дело са авторски и преводни сборници с проповеди, които разкриват вечно актуалните истини на вярата на достъпен за широк кръг читатели съвременен език.
Ик. Йоан Карамихалев е автор с разностранно творчество. Негови авторски и преводни богословски, публицистични и поетични трудове са публикувани в редица авторитетни църковни и светски издания. Член на Съюза на българските писатели, както и на сдружението „Бургаска писателска общност“.

## Трудове
Издадени книги
- „Паралелни монолози“ – стихове, 2000
- „Изкачване на Тавор“ – сборник с проповеди, 2006
- „Трохите от пейзажа“ – стихове, 2009
- „Записки по православна християнска етика“, 2010 [5]
- „Дни без море“ – стихове, 2016
- „Притоплени надежди“ – стихове, 2019 [6]
- „Лъх от тих вятър“ – разкази, 2020 [7]
- "Хлъзгаво време" - разкази, 2022 [8]
- "Разминаване с огъня", 2023

Преводач и съставител на богослужебни последования
- „Акатист на св. Климент Римски“, 2020
- „Акатист на св. Потит Сердикийски“, 2020
- „Акатист на св. апостол Андрей Първозвани“
- „Акатист към Пресвета Богородица за избавление от алкохолни и наркотични зависимости“

Преводи
- „Сборник неделни и празнични проповеди на съвременни руски проповедници“, т. I, 2014
- „Сборник неделни и празнични проповеди на съвременни руски проповедници“, т. II, 2014
- „50 избрани проповеди на митрополит Иларион (Алфеев)“, 2016
- „Тайната на покаянието“, Патриарх Московски и на цяла Русия Кирил, 2016
- „Мисли за всеки ден от годината“, Патриарх Московски и на цяла Русия Кирил, 2018